# Municipio de Medicine Hill
El municipio de Medicine Hill (en inglés: Medicine Hill Township) es un municipio ubicado en el condado de McLean en el estado estadounidense de Dakota del Norte. En el año 2010 tenía una población de 45 habitantes y una densidad poblacional de 0,5 personas por km².

## Geografía
El municipio de Medicine Hill se encuentra ubicado en las coordenadas 47°37′30″N 100°43′36″O / 47.62500, -100.72667. Según la Oficina del Censo de los Estados Unidos, el municipio tiene una superficie total de 90.79 km², de la cual 88,66 km² corresponden a tierra firme y (2,35 %) 2,13 km² es agua.

## Demografía
Según el censo de 2010, había 45 personas residiendo en el municipio de Medicine Hill. La densidad de población era de 0,5 hab./km². De los 45 habitantes, el municipio de Medicine Hill estaba compuesto por el 91,11 % blancos y el 8,89 % eran de una mezcla de razas. Del total de la población el 0 % eran hispanos o latinos de cualquier raza.